# Golden Rule Kate
Golden Rule Kate è un film muto del 1917 diretto da Reginald Barker che ha come interpreti Louise Glaum e William Conklin.

## Trama
Nel Nevada, nella cittadina di Paradise, il locale saloon è gestito, insieme al suo socio Slick Barney, da Mercedes Murphy. La giovane, mentre sul lavoro si dimostra una dura donna d'affari, a casa è dolce e tenera nei riguardi della sorella minore Olive. Così Mercedes, quando crede che la virtù di Olive sia stata compromessa dal nuovo arrivato, il pastore Gavin McGregor, inizia una violenta campagna contro la chiesa. Per scoprire, poi, che il vero colpevole è, invece, proprio il suo socio, Barney. Mercedes, che sta per andarsene via da Paradise con Olive, viene raggiunta da Gavin che le dichiara il suo amore.

## Produzione
Il film fu prodotto dalla Triangle Film Corporation.

## Distribuzione
Distribuito dalla Triangle Distributing, il film uscì nelle sale cinematografiche statunitensi il 12 agosto 1917.
Del film esiste una copia, probabilmente non completa.